# Emil Fucik
Emil Josef Fucik (* 14. Mai 1912 in Wien; † 2. Dezember 1989 ebenda) war ein österreichischer Politiker. Er war von 1966 bis 1977 Bezirksvorsteher von Favoriten.

## Leben
Emil Fucik war der Sohn eines Arbeiters und wuchs im 10. Wiener Gemeindebezirk Favoriten auf. 1928 begann er eine Tätigkeit in der Spar- und Vorschußgenossenschaft Flugrad, 1933 wurde er arbeitslos und blieb dies bis 1938. Er war damals Funktionär der Gewerkschaft und Mitglied der SDAP. 1935 wurde er aus politischen Gründen verhaftet.
Nach dem Zweiten Weltkrieg war Fucik in einer chemischen Fabrik angestellt. Ab 1946 war er Bezirkskulturreferent und 1947 Bezirkssekretär der SPÖ. Von 1953 bis 1966 gehörte er dem Wiener Landtag und Gemeinderat an. Fucik wurde am 11. Mai 1966 Nachfolger von Karl Wrba als Bezirksvorsteher des 10. Bezirks. Unter seiner Amtszeit erfolgten zahlreiche Maßnahmen, die den Bezirk langfristig und nachhaltig verändern sollten. So fand 1974 die 2. Internationale Gartenbauausstellung WIG im neu geschaffenen Kurpark Oberlaa statt, die Fußgängerzone in der Favoritenstraße wurde geschaffen und der Bau der U1 zwischen Reumannplatz und Südtiroler Platz wurde durchgeführt. Auch wichtige archäologische Ausgrabungen in Unterlaa fanden statt.
Das Grab von Emil Fucik befindet sich am Friedhof der Feuerhalle Simmering (Abteilung 8, Ring 2, Gruppe 2, Nummer 33). 1992 wurde die große, 1950/51 errichtete städtische Wohnhausanlage in der Gudrunstraße 55–103 in Emil-Fucik-Hof benannt. Die Emil-Fucik-Gasse in Favoriten wurde 2004 ebenfalls nach ihm benannt.